# 粟黑粉菌
粟黑粉菌（学名：Ustilago crameri）是属于黑粉菌目黑粉菌科黑粉菌属的一种真菌，寄生在狗尾草属植物上，可引起粟粒黑穗病。该种分布于全世界各地。